# بادرول باختيار
بادرول باختيار (1 فبراير 1988 بقدح في ماليزيا - ) هو لاعب كرة قدم ماليزي في مركز الوسط. شارك مع منتخب ماليزيا تحت 23 سنة لكرة القدم ومنتخب ماليزيا لكرة القدم. أما مع النوادي، فقد لعب مع نادي كيدا دارول أمان وهاريماو مودا ب.

## روابط خارجية
- بادرول باختيار على موقع قاعدة بيانات كرة القدم.إي يو (الإنجليزية)
- بادرول باختيار على موقع ناشيونال فوتبول تيمز (الإنجليزية)
- بادرول باختيار على موقع Soccerway.com (الإنجليزية)
- بادرول باختيار على موقع عالم كرة القدم.نت (الإنجليزية)